# Tetrationato
Lo ione tetrationato o disolfano disolfonato è un ossoanione di zolfo con formula bruta S4O2−6. Fa parte degli anioni politionici.
Dalla struttura si deduce che due atomi di zolfo hanno stato di ossidazione 0, mentre gli altri due +5; tuttavia viene generalmente considerato lo stato di ossidazione medio dello zolfo che è 2,5.

## Sintesi
Può essere ottenuto per ossidazione del tiosolfato, S2O2−3, con iodio, I2,:
{\displaystyle {\ce {2 S2O3^2- + I2 -> S4O6^2- + 2 I-}}}
è la reazione che viene sfruttata nella iodometria.
Si può ottenere anche per reazione tra solfuro e anidride solforica.

## Struttura
Nella struttura dell'anione può essere individuato un parallelepipedo dove i legami tra gli atomi di zolfo ricalcano altezza, lunghezza e larghezza e i gruppi SO−3 stanno approssimativamente su una diagonale.
La struttura visualizzata è la configurazione di  S4O2−6 in BaS4O6·2H2O e Na2S4O6·2H2O. Gli angoli diedrali S–S–S–S circa 90° sono comuni nei polisolfuri.

## Composti
Composti con l'anione tetrationato includono:
- tetrationato di sodio, Na2S4O6
- tetrationato di potassio, K2S4O6
- tetrationato di bario diidrato, BaS4O6·2H2O